# Anthaxia occidentalis
Anthaxia occidentalis es una especie de escarabajo del género Anthaxia, familia Buprestidae. Fue descrita científicamente por Bílý en 2020.

## Distribución
Se distribuye por África, entre Senegal y Benín.